# Paola Dalla Longa
Paola Dalla Longa (...) è un'ex cestista italiana.

## Carriera
180 cm, è stata campionessa d'Italia per cinque volte tra il 1969-70 e il 1974-75. Ha anche giocato in Nazionale italiana.

## Palmarès
- Campionato italiano: 5
Geas: 1969-70, 1970-71, 1971-72, 1973-74, 1974-75